# Braunschweigisches Infanterie-Regiment Nr. 92
Das Braunschweigische Infanterie-Regiment Nr. 92 war ein Infanterieregiment der Braunschweigischen Armee. Am 18. März 1886 erfolgte die Militärkonvention mit Preußen, die Herzoglich Braunschweigischen Truppen wurden in die Preußische Armee eingereiht, behielten jedoch ihre landsmännischen Bezeichnung.

## Geschichte
Das Regiment hat seine Wurzel in der Schwarzen Schar des Herzogs Friedrich Wilhelm. Der offizielle Stiftungstag ist der 1. April 1809. Zunächst bestanden die beiden neu gegründeten Bataillone aus je 1000 Mann Husaren und Infanteristen. Die Offiziere und Soldaten der Infanterie wurden zu einem Großteil aus der preußischen Armee übernommen. Das Regiment wurde in Náchod gebildet und marschierte im Mai/Juni 1809 durch Böhmen, wo es an der Eroberung von Zittau mitwirkte; anschließend weiter nach Leipa. Im Juni und Juli 1809 folgten Feldzüge durch Sachsen, Franken und Thüringen bis in das heimatliche Braunschweig. Von dort marschierte es im August 1809 weiter bis an die Nordsee, wo es sich zunächst in Elsfleth nach Helgoland einschiffte. Von dort ging es auf englischen Schiffen weiter zur Isle of Wight, wo das Regiment Station bezog, um anschließend unter englischer Führung gegen Frankreich zu kämpfen. Die 12 Kompanien wurden in dieser Zeit als „Englisch-Braunschweigisches leichtes Infanterie-Regiment“ bezeichnet. Im Jahr 1810 wurde es auf der Iberischen Halbinsel (Peninsula) und in Südfrankreich als Braunschweig-Lüneburgsche Jäger im Feldzug gegen Napoleon eingesetzt. Nach der Rückkehr 1814 wurde das Regiment vorübergehend aufgelöst. Im März 1822 wurde das Infanterie-Regiment mit dem 1. Leib- und dem 2. Bataillon mit je 5 Kompanien neu aufgebaut. 1830 bestand das Regiment aus 3 Bataillonen zu je 4 Kompanien (Grenadiere, leichtes Leibbataillon und Infanteristen). Bis 1867 wurde das Regiment weiterhin als „Schwarze Schar“ bezeichnet.
Als das Herzogtum Braunschweig im Jahr 1867 Mitglied des neu gegründeten Norddeutschen Bundes wurde, erhielten auch die bisherigen Regimenter neue Bezeichnungen: Zu diesen gehörten das Herzoglich Braunschweigische Infanterie-Regiment Nr. 92, das Herzoglich Braunschweigische Husaren-Regiment Nr. 17 und die Herzoglich Braunschweigische Batterie des Hannoverschen Feldartillerie-Regiments Nr. 10. Damit gingen auch die Einführung der allgemeinen Wehrpflicht und der preußischen Militärgesetze einher. Ausgestattet wurden die Truppen mit Zündnadelgewehren. Gemeinsam mit der Artillerie gehörte das Regiment zum X. Armee-Korps.

### Errichtung des Korps 1809

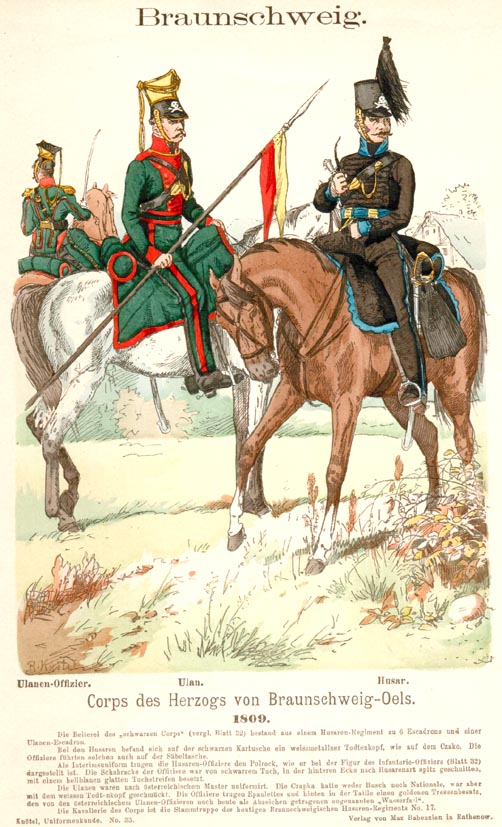
Corps des Herzogs von Braunschweig-Öls. 1809

Das Schwarze Korps wurde zum Zweck einer möglichen Unterstützung Österreichs bei einem Kriegsausbruch mit Frankreich vom Herzog auf eigene Kosten ausgehoben. Dieses wurde am 25. Februar 1809 in einer Übereinkunft zwischen Herzog Friedrich Wilhelm und Oberstleutnant Freiherr von Steinmetzer, dem Bevollmächtigten Österreichs, festgehalten. Dieser Vertrag wird daher als die eigentliche Geburtsstunde des Regiments betrachtet. Ebenso wurde die Truppenstärke darin auf zunächst rund 2000 Mann festgesetzt. Der offizielle Name des Korps lautete „Herzoglich Braunschweigisches Corps“. Die Farbe der Mäntel sollte graumeliert sein, die Uniformen wurden auf schwarz mit lichtblauen Aufschlägen und die Farben der Feldzeichen auf gelb und silber festgelegt. Die Aufstellung der marschbereiten Truppen sollte maximal zwei Monate nach Vertragsschluss abgeschlossen sein. Mit Kleidung, Waffen und Munition ausgestattet wurde das Korps aus dem K.u.K. Magazin Österreichs. Dazu gehörten 1000 Karabiner, 1000 leichte Infanteriegewehre und 1000 preußische Pistolen sowie zwei leichte Haubitzen und zwei sechspfündige Kanonen nebst Munition. Dieser Vertrag wurde in Wien unterzeichnet.
Am 1. Januar 1815 wurde das III. Bataillon mit 4 Kompanien als Braunschweigisches Leibbataillon aufgestellt, welches bis zum 1. Oktober 1893 bestand.

### Organisation
Im Jahr 1837 wurde der Bau einer neuen Kaserne außerhalb der Stadtmauern von Braunschweig beschlossen. Die neue Infanteriekaserne am Fallersleber Tor wurde 1841 eingeweiht und bezogen. Die Soldaten waren in Sälen mit dreistöckigen Betten untergebracht, die wenig Platz boten. Erst nach der Erweiterung der Anlage zog dort das Herzoglich Braunschweigische Infanterie-Regiment ein.
| Regimentsbezeichnung                                             | Zeitraum            |
| ---------------------------------------------------------------- | ------------------- |
| Herzoglich Braunschweigisches Corps als Teil der Schwarzen Schar | 1809 (April–August) |
| Englisch-Braunschweigisches leichtes Infanterie-Regiment         | 1809 bis 1810       |
| Braunschweig-Lüneburgsche Jäger                                  | 1810 bis 1814       |
| vorübergehend aufgelöst nur als Braunschweigisches Leibbataillon | 1815 bis 1822       |
| Herzoglich Braunschweigisches Infanterie-Regiment                | 1822 bis 1867       |
| Herzoglich Braunschweigisches Infanterie-Regiment Nr. 92         | 1867 bis 1893       |
| Braunschweigisches Infanterie-Regiment Nr. 92                    | 1893 bis 1919       |

### Schleswig-Holstein Feldzüge
Mit dem Ausbruch des Deutsch-Dänischen Krieges hatten die Herzöge des Herzogtums Schleswig und des Herzogtums Holstein sowie König Friedrich Wilhelm IV. militärischen Beistand aus den Herzogtümern Braunschweig, Schwerin und Oldenburg erbeten. Herzog Wilhelm berief daraufhin am 29. März 1848 das Kriegs-Kollegium zusammen, um die Maßnahmen zu besprechen. Bis zum 16. April fanden sich die Bataillone des Regiments auf dem Kriegsschauplatz bei Bramstedt ein. Anschließend war das Infanterie-Regiment in den Gefechten am 24. April bei Bilschau, am 28. Mai bei Nübel-Mühle und am 31. Mai in einem Scharmützel bei Alnoor sowie am 7. Juni im Gefecht bei Stenderup-Düppel eingesetzt. Im Jahr 1849 folgten weitere Einsätze beispielsweise bei der Kanonade von Sonderburg am 17. Mai und im Juni wiederum bei einem Gefecht bei Düppel.

### Deutsch-Französischer Krieg
Das Regiment wurde 1870 von Oberst Heinrich Haberland mit seinem Adjutanten Premierleutnant Otto kommandiert. Es war unterteilt in das I. und II. Bataillon (Btl.) sowie das Füsilier-Leib-Bataillon. Die einzelnen Bataillone bestanden aus je vier Kompanien. Das I. Btl. unterstand dem Major von Erichsen, das II. Btl. Major von Rittmeyer und das Leib-Bataillon Major von Münchhausen. Es gab lediglich zwölf braunschweigische Offiziere, die als Leutnant eingesetzt waren, während die übrigen 36 Offiziersstellen von Reserveoffizieren oder Reserveunteroffizieren ausgefüllt wurden.
Am 16. Juli 1870 erreichte um 4 Uhr morgens der Mobilmachungsbefehl die Bezirkskommandantur in der Stadt Braunschweig. Am 27. Juli wurde in Blankenburg ein Feldgottesdienst abgehalten, ehe die Kompanien des Leib-Bataillons in Richtung Halberstadt abmarschierten. Für das restliche Regiment wurde im Beisein von Herzog Wilhelm ein Gottesdienst in Braunschweig vor der Infanteriekaserne abgehalten.
Die Bataillone wurden am 27. Juli mit der Bahn bis nach Bingerbrück transportiert von wo aus sie über Kreuznach durch die Pfalz bis nach Saargemünd marschierten. Die Grenze zu Frankreich hatten sie am 8. August bei Frauenberg überquert. Die Infanterie kämpfte am 16. August bei Mars-la-Tour, zwei Tage später bei Gravelotte und St. Privat und machte vom 19. August bis 27. Oktober die Einschließung und Belagerung von Metz mit. In dieser Zeit erhielten die Soldaten sogenannte Liebesgaben aus dem heimatlichen Braunschweig. Diese Spenden wurden per Bahn oder Post bis nach Courcelles befördert und durch den Baron von Cramm an die Soldaten weitergeleitet. Durch insgesamt drei Transporte aus Braunschweig und einen aus Blankenburg erhielten die Truppen wollene Decken und Hemden, Leibbinden, Socken und Tabakwaren. Von diesen erhielt beispielsweise jedes Bataillon am 5. September 1870 rund 23.000 Zigarren. An die Belagerung schlossen sich die Schlachten bei Bellevue, Orléans und Le Mans an. Während der Hauptteil des Regiments aus den weiteren Kämpfen herausgezogen wurde, kam das III. Bataillon noch bei Chauffour, Chassillé und Saint-Jean-sur-Erve zum Einsatz.
Nach der Rückkehr der Truppen in das Reichsland Elsaß-Lothringen am 20. März 1871 gehörte das Regiment zum Verband des neu gegründeten 15. Armeekorps dessen Generalkommando in Straßburg lag. Das Regiment bildete mit dem 7. Brandenburgischen Infanterie-Regiment Nr. 60 die 60. Infanterie-Brigade Saarburg i. L. der 30. Division Metz. Den Oberbefehl über das 15. Armeekorps hatte General von Fransecky. Kommandeur der 30. Division war Generalmajor von Sandrart und Kommandeur der 60. Infanterie-Brigade Generalmajor von Lehmann.

### Jahre zwischen den Kriegen
Zur Jahreswende 1873/74 wurden die Feldzeichen des Regiments vom Herzog Wilhelm mit Fahnenbändern ausgezeichnet. Die offizielle Order lautete:

„Seine Hoheit der Herzog haben […] dem Herzoglichen Infanterie-Regiment Nr. 92 zur Anerkennung des rühmlichen Antheils desselben an dem Feldzuge gegen Frankreich 1870/71 […] Fahnenbänder zu verleihen geruht und zwar mit den Inschriften: für das 1. Bataillon ‚Le Mans‘, für das 2. Bataillon ‚Vendôme‘ und für das Füsilier-(Leib-)Bataillon ‚Chassillé‘. […] Braunschweig, 2. Dezember 73 – auf allerhöchsten Befehl“

Die Verleihung fand am 12. Januar 1874 statt, dem Gedenktag an die Schlacht bei Le Mans, an der alle drei Bataillone teilgenommen hatten. In Pfalzburg wurde sie durch den Regiments-Kommandeur Oberst von Tschirschky für das I. und II. Bataillon vorgenommen und in Zabern durch Major von Packzinsky, den Kommandeur des Leibbataillons. Die Fahnenbänder waren blau, 90 cm lang und mit goldfarbenen Buchstaben bestickt.
Der Verband blieb anschließend als Besatzung der Gebiete Pfalzburg, Marsal, Dieuze und Saarburg i. L. in Elsaß-Lothringen stationiert. Zu dem dortigen zu Braunschweig gehörenden Truppenkontingent gehörten um 1880 zudem zwei Landwehrbataillone sowie das Husaren-Regiment Nr. 17 und die Batterie Nr. 6. In dieser Zeit waren diese Truppen dem 15. Armeekorps unterstellt.
Seit 1887 bildete das Regiment gemeinsam mit dem 2. Hannoverschen Infanterie-Regiment Nr. 77 die 40. Infanterie-Brigade der 20. Division des X. Armeekorps Hannover. In diesem Jahr kehrten die Truppen zurück in die Garnison Braunschweig. Ab 1893 wurde das Regiment als Braunschweigisches Infanterie-Regiment Nr. 92 bezeichnet.

### Stammtafeln des Regiments
| Englisch-Braunschweigisches Infanterie-Regiment | Englisch-Braunschweigisches Infanterie-Regiment                                                                         | Englisch-Braunschweigisches Infanterie-Regiment                                                                                      | Englisch-Braunschweigisches Infanterie-Regiment                                               | | | |
| --- | --- | --- | --------------------------------------------------------------------------------------------- | --- | --- | --- |
| Das Regiment wurde am 1. April 1809 in Náchod mit 2 Bataillonen zu 8 Kompanien errichtet. Am 23. Juni kam in Leipzig eine Kompanie Scharfschützen, am 23. Juli ein freies Jäger-Bataillon mit 2 Kompanien in Zwickau hinzu. Das Regiment wurde auf der Isle of Wight in 12 Kompanien neu zusammengestellt und am 25. September 1809 in den Dienst Großbritanniens gestellt. Es schied nach dem Krieg auf der Iberischen Halbinsel am 24. Dezember 1814 aus diesem Dienst wieder aus und wurde als Leib-Bataillon Teil der Leichten Infanterie-Brigade. | | |                                                                                               | | | |
| Leichte Infanterie-Brigade | Leichte Infanterie-Brigade                                                                                              | Leichte Infanterie-Brigade | Leichte Infanterie-Brigade                                                                    | Linien-Infanterie-Brigade | Linien-Infanterie-Brigade | Linien-Infanterie-Brigade |
| Avantgarde: vom 8. April 1815 bis 1. Februar 1816 je 2 Kompanien Graue-Jäger und leichte Infanterie | Bataillon „von Pröstler“: vom 24. Dezember 1814 mit 4 Kompanien, ab 14. April 1815 unter der Bezeichnung Leib-Bataillon | 1. leichtes Infanterie-Bataillon: 11. November 1813 (Braunschweig) zu 4 Kompanien, vom 30. November bis 1. Januar 1814 + 2 Kompanien | 2. und 3. leichtes Infanterie-Bataillon: 1. Januar 1814 bis 1. Februar 1816 zu je 4 Kompanien | 1. Linien-Infanterie-Bataillon: 14. Januar 1814 (Braunschweig) mit 4 Kompanien | 2. Linien-Infanterie-Bataillon: 14. Januar 1814 (Braunschweig) mit 4 Kompanien | 3. Linien-Infanterie-Bataillon: 8. März 1814 bis 1. Februar 1816 (Braunschweig) mit 4 Kompanien |
| Herzoglich Braunschweigisches Infanterie-Regiment | | |                                                                                               | | | |
| aufgelöst | 1. oder Leib-Bataillon: Am 15. Mai 1822 mit 5 Kompanien aus der leichten Infanterie-Brigade zusammengestellt            | 1. oder Leib-Bataillon: Am 15. Mai 1822 mit 5 Kompanien aus der leichten Infanterie-Brigade zusammengestellt                         | aufgelöst                                                                                     | 2. Bataillon: Am 15. Mai 1822 mit 5 Kompanien aus der Linien-Infanterie-Brigade zusammengestellt | 2. Bataillon: Am 15. Mai 1822 mit 5 Kompanien aus der Linien-Infanterie-Brigade zusammengestellt | aufgelöst |
| 1. Linien-Infanterie-Regiment | | |                                                                                               | | | |
| Garde-Grenadier-Bataillon: 1. Februar 1824 mit 4 Kompanien und in preußischen Uniformen | 1. Bataillon: 1824 mit 4 Kompanien und in preußischen Uniformen                                                         | 1. Bataillon: 1824 mit 4 Kompanien und in preußischen Uniformen                                                                      |                                                                                               | 2. Bataillon: 1824 mit 4 Kompanien und in preußischen Uniformen | 2. Bataillon: 1824 mit 4 Kompanien und in preußischen Uniformen | Jäger- oder Leib-Bataillon: 1. Februar 1824 mit 4 Kompanien und in schwarzen Uniformen |
| Herzoglich Braunschweigisches Infanterie-Regiment Nr. 92 | | |                                                                                               | | | |
| 1. Bataillon: Am 21. Oktober 1830 mit 4 Kompanien bis 1. Mai 1843 auch als Grenadier-Bataillon bezeichnet. | 1. Bataillon: Am 21. Oktober 1830 mit 4 Kompanien bis 1. Mai 1843 auch als Grenadier-Bataillon bezeichnet.              | 1. Bataillon: Am 21. Oktober 1830 mit 4 Kompanien bis 1. Mai 1843 auch als Grenadier-Bataillon bezeichnet.                           | Am 3. Oktober 1867 erhielt das Herzoglich Braunschweigische Infanterie-Regiment die Nr. 92    | 3. oder leichtes Leib-Bataillon: Am 21. Oktober 1830 mit 4 Kompanien, wurde vom 1. Mai 1831 bis zum 3. Oktober 1867 als Braunschweigisches Leibbataillon selbständig und wurde danach als Füsilier-(Leib-)Bataillon Teil des Infanterie-Regiments Nr. 92 | 3. oder leichtes Leib-Bataillon: Am 21. Oktober 1830 mit 4 Kompanien, wurde vom 1. Mai 1831 bis zum 3. Oktober 1867 als Braunschweigisches Leibbataillon selbständig und wurde danach als Füsilier-(Leib-)Bataillon Teil des Infanterie-Regiments Nr. 92 | 3. oder leichtes Leib-Bataillon: Am 21. Oktober 1830 mit 4 Kompanien, wurde vom 1. Mai 1831 bis zum 3. Oktober 1867 als Braunschweigisches Leibbataillon selbständig und wurde danach als Füsilier-(Leib-)Bataillon Teil des Infanterie-Regiments Nr. 92 |
| Braunschweigisches Infanterie-Regiment Nr. 92 (ab 1. Oktober 1893) | | |                                                                                               | | | |

| [1.] Reserve-Bataillon Braunschweig: 1. März 1814 (mit Nummer bis zum 21. Februar 1815)                                                                                             | [2.] Reserve-Bataillon Wolfenbüttel: 1. März 1814 (mit Nummer bis zum 21. Februar 1815)                                                                                             | [3.] Reserve-Bataillon Helmstedt: 1. März 1814 (mit Nummer bis zum 21. Februar 1815)                                                                                                | [4.] Reserve-Bataillon Blankenburg: 1. März 1814 (ursprünglich Nummer 5 bis zum 21. Februar 1815) ab da Reserve-Bataillon Harz                                                      | [5.] Reserve-Bataillon Eschershausen: 1. März 1814 (ursprünglich Nummer 4 bis zum 21. Februar 1815) ab da Reserve-Bataillon Weser |
| Reserve Infanterie-Brigade ab Februar 1816 | | | | |
| Reserve-Bataillon Wolfenbüttel: Am 15. Februar 1816 aus den Bataillonen Braunschweig und Wolfenbüttel                                                                               | Reserve-Bataillon Wolfenbüttel: Am 15. Februar 1816 aus den Bataillonen Braunschweig und Wolfenbüttel                                                                               | Reserve-Bataillon Helmstedt: Am 15. Februar 1816 | Reserve-Bataillon des Harzes: Am 15. Februar 1816 | Reserve-Bataillon der Weser: Am 15. Februar 1816                                                                                  |
| Reserve-Kadre | | | | |
| Aus der bisherigen Reserve-Infanterie-Brigade wurde am 15. Mai 1822 ein 64 Köpfiges Reserve-Bataillons-Kadre gebildet.                                                              | | | | |
| 2. Linien-Infanterie-Regiment | | | | |
| 1824 zunächst als Reserve und Garnison von Wolfenbüttel und wurde am 8. November zum 2. Linien-Infanterie-Regiment seit am 25. Mai 1827 als 1. Bataillon (4 Regimenter) bezeichnet. | 1824 zunächst als Reserve und Garnison von Wolfenbüttel und wurde am 8. November zum 2. Linien-Infanterie-Regiment seit am 25. Mai 1827 als 1. Bataillon (4 Regimenter) bezeichnet. | 1824 zunächst als Reserve und Garnison von Wolfenbüttel und wurde am 8. November zum 2. Linien-Infanterie-Regiment seit am 25. Mai 1827 als 1. Bataillon (4 Regimenter) bezeichnet. | 1824 zunächst als Reserve und Garnison von Wolfenbüttel und wurde am 8. November zum 2. Linien-Infanterie-Regiment seit am 25. Mai 1827 als 1. Bataillon (4 Regimenter) bezeichnet. | Am 28. Mai 1824 als 2. Bataillon mit vier Regimentern gegründet                                                                   |
| 2. Bataillon des Herzoglich Braunschweigischen Infanterie-Regiments Nr. 92 | | | | |
| Braunschweigisches Infanterie-Regiment Nr. 92 (ab 1. Oktober 1893) | | | | |

Das 4. Bataillon
Im Jahr 1893 kam aufgrund einer Gesetzesänderung vom 3. August des Jahres ein 4. Bataillon hinzu, welches jedoch lediglich aus zwei Kompanien bestand. Dieses Bataillon wurde zu dem Zweck eingeführt, die anderen drei zu entlasten, da zeitgleich auch eine zweijährige Dienstzeit eingeführt wurde. Im Jahr 1894 erhielt es eine eigene Fahne, die den friderizianischen Grenardier-Fahnen nachempfunden war. Sie bestand aus weißem Tuch und zeigte einen goldenen altpreußischen fliegenden Adler in einem gekrönten Lorbeerkranz, der ein Schwert und einen Donnerkeil in den Fängen hielt. Darunter war das Motto „Pro gloria et patria“ angebracht. Zur feierlichen Nagelung und Fahnenweihe wurde sie nach Berlin gebracht, wo seine Majestät der Kaiser persönlich am 17. Oktober in der Herrscherhalle des Zeughauses den ersten Nagel einschlug. Die Weihe der Fahne fand am folgenden Tag beim Denkmal Friedrichs des Großen statt. Am 20. Oktober wurde sie im Hof der Infanteriekaserne feierlich übergeben. Das Bataillon wurde am 1. April 1897 wieder aufgelöst.

### Friedensorganisations- und Kommandostruktur 1914
X. Armee-Korps in Hannover – Kommandierender General: General der Infanterie Otto von Emmich
20. Division in Hannover – Kommandeur: Generalleutnant Richard Schmundt
40. Infanterie-Brigade in Braunschweig – Kommandeur: Generalmajor Arthur von Lindequist

### Erster Weltkrieg

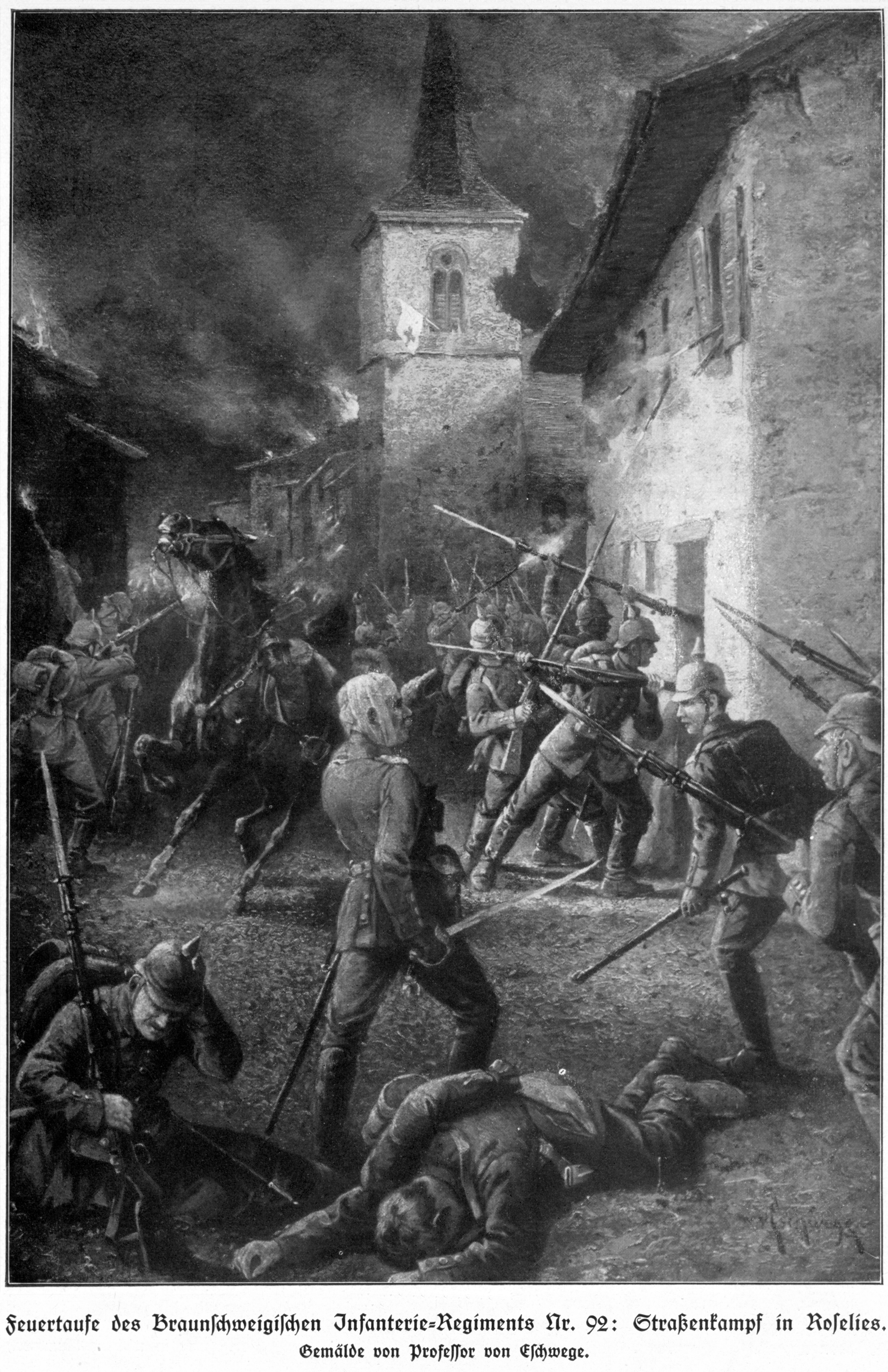
Feuertaufe des Braunschweigischen Infanterie-Regiment Nr. 92: Straßenkampf in Roselies.

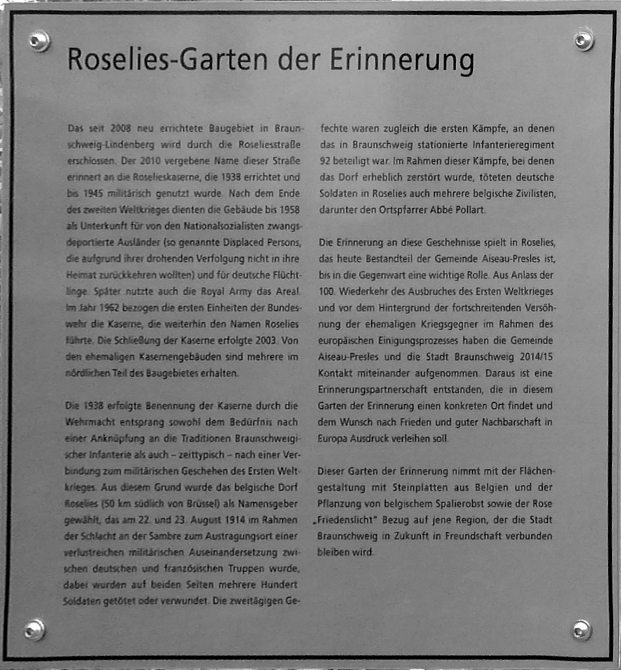
Informationstafel im Roselies-Garten der Erinnerung in Braunschweig zum Gedenken an die Ereignisse des Krieges

Am 1. August 1914 hatte der deutsche Kaiser Wilhelm II. die Mobilmachung aller Streitkräfte der Armee und der Marine angeordnet. Daraufhin verlas 1914 ein Offizier des Infanterie-Regiments Nr. 92 öffentlich in der Stadt Braunschweig die „Erklärung des Kriegszustandes“. Das Regiment machte am 2. August 1914 mobil und wurde am 6. und 7. August mit mehreren Zügen vom Braunschweiger Hauptbahnhof bis zum Hohen Venn in das neutrale Belgien ein.
1914Von dort aus begann der Vormarsch der Truppen, die der 40. Infanterie-Brigade zugeteilt waren. Sie marschierten westwärts bis zur östlich von Charleroi gelegenen Sambre. Der Verband nahm zunächst an der Eroberung von Lüttich und den Kämpfen bei Namur sowie Ende des Monats in Nordfrankreich an der Schlacht bei St. Quentin teil. Das II. Ersatz-Bataillon des Braunschweigischen Infanterie-Regiments Nr. 92 bildete in Braunschweig mit dem Ersatz-Bataillon des Reserve-Infanterie-Regiments Nr. 78 das 1. Bataillon des am 1. September 1914 aufgestellten Reserve-Infanterie-Regiments Nr. 208. Während der Kämpfe an der Aisne musste die 7. Kompanie infolge von Verlusten am 22. September 1914 aufgelöst werden und konnte erst acht Tage später wieder neu gebildet werden. Vom 13. November bis 1. Dezember 1914 war das Regiment kurzzeitig der 39. Infanterie-Brigade unterstellt.
Vormarsch in Belgien und Frankreich über Namur, Roselies, Devant, les Bois, Orth, St. Quentin, Guise, Audigny, Claudieu, Schlacht an der Marne, Congy, Talus, St. Pris, Prünay, Betheny, Courcy.
Angebliches „Massaker in Roselies“Zunächst rückten am 22. August das 2. und 3. Bataillon des Regiments 92 als Verstärkung nach Roselies vor, der Ort lag auf der Durchmarschroute der Truppen nach Frankreich. Obwohl Belgien neutral war, besetzten die Soldaten eine Flussschleife der Sambre, um einen Ausbruch der französischen Truppen nach Norden zu verhindern. Bei den Kampfhandlungen soll es zu einem „Massaker“ an den Einwohnern des Ortes gekommen sein. Es existieren jedoch keine Belege dafür. Die 1923 erschienenen belgischen « Rapports et Documents d’Enquête », Band 1, Nr. 2, « Rapports sur les attentats commis par les troupes allemandes pendant l’invasion et l’occupation de la Belgique » der « Commission d’Enquête sur les Violations des Règles du Droits des Gens, des Lois et des Coutumes de la Guerre » berichten zwar von vier getöteten Zivilisten (drei davon aus Roselies), erwähnen ansonsten jedoch keine weiteren zivilen Opfer. Von den 1032 Bewohnern der Ortschaft wurden vier getötet, darüber hinaus soll es zu 160 Plünderungen (« pillage ») und 91 Brandstiftungen (« incendie ») gekommen sein. Des Weiteren zu Schießereien (« fusillade »), willkürlichen Verhaftungen unter der Zivilbevölkerung (« Civils emprisonnés arbitrairement ») und auch einige französische Soldaten sollen getötet worden sein (« Soldats français achevés »). Eine neu gebaute Kaserne in Braunschweig, wurde 1938 von den Nationalsozialisten „Roselies-Kaserne“ getauft. Diese Bezeichnung wurde auch 1956 für den dortigen Bundeswehrstandort weiter verwendet. Der Name „Roselies“ besteht nach Auflösung der Garnison Braunschweig Ende 2003 und dem damit verbundenen Abriss diverser Kasernen, darunter die Roselies-Kaserne, als Name einer Straße und eines Wohnquartiers auf dem ehemaligen Kasernengelände fort. Die zwei seit 2008 entstandenen Neubaugebiete sind Bestandteil des 1938 entstandenen Braunschweiger Stadtteils Lindenberg. Der Arbeitskreis „Jetzt schlägt’s 13“ versuchte mit Aktionen und Flugblättern über die Namensgebung zu informieren und setzte sich für eine geschichtliche Aufarbeitung der Ereignisse ein. Die Bürgerinitiative Braunschweig (BIBS) hat 2014 eine Anfrage an die Stadt Braunschweig gestellt, die sich mit der Namensgebung des Stadtbezirks und der Vergangenheitsbewältigung beschäftigt. Am 1. September 2018 weihte die Stadt Braunschweig offiziell den „Roselies-Garten der Erinnerung“ ein, der im Grünbereich des Viertels in Verlängerung der Eulerstraße liegt. Er besteht aus zwei Spalierobstwänden, die mit belgischen Bäumen bepflanzt sind, und einer Informationstafel, die auf die Geschehnisse des Ersten Weltkrieges hinweist. Zur Einweihung sprach auch ein Vertreter der belgischen Gemeinde.
1915Am 22. März 1915 wurde der Verband um eine 14., 15. und 16. Kompanie erweitert, bevor das Regiment einen Monat später an die Ostfront verlegt wurde. Nach der schweren Kämpfen bei Krasnostaw mussten diese Einheiten am 18. Juli 1915 jedoch wieder aufgelöst werden. Orte: La Neuvilette, Berr au Bac, Courcy, Fresnes; vom 1. Mai bis 19. September 1915 Tarnow-Gorlice, Lubaczow, Lemberg, Krasnostaw; Anschließend bei Champagny und Somme-Py.
1916Bis zum Juni 1916 trat das Regiment wieder an der Westfront an. Am 13. Juni 1916 erhielt es zwei weitere MG-Kompanien, lag die kommenden Monate in Kämpfen am Stochod und wechselte noch zwei Mal die Fronten. Vom 18. Mai bis 20. November 1916 Einsatz im Osten bei Wolhynien, Zapust, Żurawice und Cholopice.
1917Weitere Orte im Osten waren Zapurece, Lipinow, Kowel, Kisielin. Daran schlossen sich wieder Kämpfe im Westen an der Aisne, bei Aisne-Champagne und bei Ripont an. Vom 15. bis 27. September erneut im Osten bei Landestreu, Nowica und in Riga und anschließend nahm der Verband ab Oktober 1917 an den Stellungskämpfen in Flandern und im Artois teil, die durch die Herbstschlacht unterbrochen wurde. Nach hohen Verlusten bei Passendale, Zonnebeke und Poelcapelle hatte man die Reste des Regiments am 5. Oktober 1917 in zwei Kompanien formiert. Erst Ende des Monats war der Verband durch Ersatz wieder aufgefüllt. Es folgten Einsätze in der Schlacht von Cambrai.
1918Das letzte Kriegsjahr war nach der deutschen Frühjahrsoffensive hauptsächlich von Abwehrkämpfen geprägt. Mitte September 1918 musste nach Verlusten die 3. Kompanie aufgelöst werden. Nachdem das Regiment bei Havrincourt aufgerieben worden war, formierte man die Reste zu einem Kampfbataillon mit drei Kompanien. Trotz schwieriger Ersatzlage war der Verband unter Hinzuziehung des III. Bataillons des aufgelösten Reserve-Infanterie-Regiments ab 24. Oktober 1918 wieder aufgefüllt und erhielt zwei Tage später noch eine MW-Kompanie.
Einsätze in der „Kaiserschlacht“, bei der Erstürmung der Maashöhen, bei Soissons und Reims, in Flandern, bei Scarpe, an der Somme, bei Havrincourt, Cambrai und St. Quentin.

### Verbleib
Die Reste des Regiments kehrten nach Kriegsende in die Garnison nach Braunschweig zurück, wo ab 3. Dezember 1918 die Demobilisierung erfolgte. Aus Teilen bildete sich im Januar 1919 das Freiwilligen-Jägerkorps Niedersachsen mit einer MG-Kompanie, das am 17. April 1919 zum Jäger-Regiment Braunschweig erweitert wurde. Dieses ging im Juni 1919 als III. Bataillon im Reichswehr-Infanterie-Regiment 20 der Vorläufigen Reichswehr auf.
Die Tradition übernahmen in der Reichswehr durch Erlass des Chefs der Heeresleitung, General der Infanterie Hans von Seeckt, vom 24. August 1921 die 1. und 4. Kompanie des 17. Infanterie-Regiments.

## Kommandeure
| Dienstgrad (seit)                                                         | Name                                         | Datum                                                        |
| ------------------------------------------------------------------------- | -------------------------------------------- | ------------------------------------------------------------ |
| Oberst (28. April 1809)                                                   | Johann Heinrich Carl von Bernewitz           | 08. Mai 1809 bis 24. September 1809                          |
| Oberstleutnant (25. September 1809)                                       | Georg Ludwig Korfes                          | 25. September 1809 bis 31. Dezember 1810                     |
| Oberst                                                                    | Johann Heinrich Carl von Bernewitz           | 14. Februar 1811 bis 23. November 1811                       |
| Oberstleutnant (28. Mai 1812)                                             | Friedrich August von Herzberg                | Frühjahr 1812 bis 17. Januar 1815                            |
| –                                                                         | Vacant                                       | 18. Januar 1815 bis 7. Mai 1821                              |
| Oberstleutnant (22. Mai 1821), Oberst (25. April 1824)                    | Friedrich Ludwig von Wachholtz               | 08. Mai 1822 bis 20. Oktober 1830                            |
| Oberstleutnant (30. Dezember 1828), Oberst (1. Oktober 1836)              | Heinrich August Christian von Brandenstein   | 21. Oktober 1830 bis 28. September 1841                      |
| Major (1830), Oberstleutnant (11. September 1842), Oberst (24. Juli 1848) | Friedrich Karl von Specht                    | 28. September 1841 bis 22. August 1849                       |
| Oberstleutnant (23. April 1849), Oberst (24. April 1852)                  | Friedrich Ludovici                           | 23. August 1849 bis 13. Februar 1855                         |
| Major (1851), Oberstleutnant (19. März 1855), Oberst (25. April 1858)     | Wilhelm von Bernewitz                        | 16. Februar 1855 bis 11. Dezember 1861                       |
| Oberst (12. Dezember 1861)                                                | Gustav von Girsewald                         | 12. Dezember 1861 bis 16. Juni 1868                          |
| Oberstleutnant (17. Mai 1865), Oberst (24. September 1868)                | Gustav von Görtz-Wrisberg                    | 11. Juli 1868 bis 5. Februar 1869                            |
| Oberstleutnant (12. März 1869)                                            | Heinrich Haberland                           | 12. März 1869 bis 5. April 1870 (mit der Führung beauftragt) |
| Oberstleutnant, Oberst (25. Juli 1870)                                    | Heinrich Haberland                           | 06. April 1870 bis 24. März 1873                             |
| Oberst (22. März 1873)                                                    | Ernst Richard von Tschirschky und Bögendorff | 31. März 1873 bis 15. April 1874                             |
| Oberstleutnant, Oberst (19. September 1874)                               | Maximilian vom Berge und Herrendorff         | 30. April 1874 bis 12. April 1878                            |
| Oberst (20. April 1877)                                                   | Maximilian von Förster                       | 20. April 1878 bis 1. März 1880                              |
| Oberstleutnant (22. März 1876), Oberst (18. September 1880)               | Gustav von der Mülbe                         | 21. März 1880 bis 11. Dezember 1885                          |
| Oberst (15. Dezember 1885)                                                | Wilhelm von der Mülbe                        | 12. Dezember 1885 bis 15. Februar 1889                       |
| Oberstleutnant (4. Dezember 1886)                                         | Eduard von Müller                            | 16. Februar bis 21. März 1889 (mit der Führung beauftragt)   |
| Oberst (22. März 1889)                                                    | Eduard von Müller                            | 22. März 1889 bis 15. Mai 1891                               |
| Oberstleutnant (22. Mai 1889)                                             | Wilhelm von Oertzen                          | 16. Mai 1891 bis 15. Juni 1891 (mit der Führung beauftragt)  |
| Oberst (16. Juni 1891)                                                    | Wilhelm von Oertzen                          | 16. Juni 1891 bis 12. Mai 1895                               |
| Oberst (13. Mai 1895)                                                     | Arthur von Brietzke                          | 13. Mai 1895 bis 24. November 1898                           |
| Oberst (25. November 1898)                                                | Alexander von Kanitz                         | 25. November 1898 bis 13. November 1901                      |
| Oberst (18. April 1901)                                                   | Alfred von Lyncker                           | 14. November 1901 bis 26. Januar 1905                        |
| Oberst (27. Januar 1905)                                                  | Konrad von Loeben                            | 27. Januar 1905 bis 13. April 1907                           |
| Oberst (14. April 1907)                                                   | Ernst von Einem                              | 14. April 1907 bis 19. März 1911                             |
| Oberst (20. April 1909)                                                   | Ludwig von Estorff                           | 20. März 1911 bis 30. September 1912                         |
| Oberst (22. April 1912)                                                   | Hans Karl von Winterfeldt                    | 01. Oktober 1912 bis 1. August 1914                          |
| Oberstleutnant                                                            | Richard Schollmeyer                          | 02. August bis 30. September 1914                            |
| Oberstleutnant                                                            | Markus Stachow                               | 06. Oktober 1914 bis 2. März 1915                            |
| Oberstleutnant                                                            | Karl Dürr                                    | 03. März 1915 bis 16. August 1916                            |
| Oberstleutnant                                                            | Hans von Heynitz                             | 20. August 1916 bis 5. Dezember 1917                         |
| Oberstleutnant                                                            | Wilhelm von Marcard                          | 06. Dezember 1917 bis 9. Juli 1918                           |
| Major                                                                     | Kurt von Behr                                | 10. bis 28. Juli 1918                                        |
| Oberstleutnant                                                            | Willi von Normann                            | 29. Juli 1918 bis 9. Februar 1919                            |

## Uniformen und Totenkopfsymbol
Uniformen 1815
- Bataillone der leichten Infanterie: Schwarzer Dolman mit zehn Reihen schwarzer Schnüre sowie Quasten und Glasknöpfen. Schwarze Ärmelaufschläge und für die unterschiedlichen Bataillone I. blaue, II. gelbe und III. orange Kragen und Achselklappen.
- Linien-Bataillone: Schwarze Kolletts (ähnlich einem Frack) mit einer Knopfreihe und farbigen Kragen, Achselklappen und Schoßbesatz. Das I. in rot und das II. in grün.

Sowohl die leichte als auch das Linien-Infanterie trug als Kopfbedeckung einen Tschakot mit Rossschweif und Totenkopfsymbol. Die Uniformhosen waren mit Biesen in der Farbe des Kragens besetzt. Dazu trugen die Soldaten ein Bandolier mit Patronentasche sowie ein Koppel mit Bajonett-Scheide aus schwarzem Leder. Die Tornister waren aus schwarz lackiertem Segeltuch gefertigt. Sie waren mit einem gemalten weißen Jägerhorn und beim Linien-Bataillon mit einem weißen Pferd auf dem Deckel versehen. Zur Ausstattung gehörte zudem ein schwarz gefärbter Drellbrotbeutel. Die Unteroffiziere hatten vom Rang eines Sergeanten an aufwärts eine wollene blaugelbe Schnurschärpe. Die Gewehre der leichten Bataillone waren französische, die der Linien-Bataillone englische Modelle.
Die Offiziersuniformen entsprachen denen des Bataillons, jedoch waren sie mit zusätzlichen schwarzen Soutachestickereien verziert, hatten mehr Schnurreihen im Brustbereich und zusätzlich drei Reihen schwarzer Knöpfe. Unter ihrem Dolman trugen sie Westen in der jeweiligen Kragenfarbe der Uniform, die mit silbernen Knöpfen und Schnüren besetzt waren. Die Hosen hatten breite Lampassen in derselben Farbe. Die Schnurschärpen waren silbern und waren mit gelber Seide durchflochten. Die Handschuhe der Linie waren weiß, die der übrigen in grün gehalten. Zudem trugen die Offiziere einen Säbel mit silbernem Portepee.
Uniformen 1824
- Garde-Grenadier-Bataillon: Dunkelblaues Kollett mit zwei Reihen aus weißen Knöpfen sowie weißen Gardelitzen an einem roten Kragen und roten schwedischen Aufschlägen. Der Schoßbesatz war ebenfalls rot und die Achselklappen weiß. Dazu graue Hosen mit roter Biese und grauen Gamaschen. Im Sommer wurden reinweiße Hosen getragen. Zudem ein gebogener Säbel mit Messinggriff und je nach Kompanie farbige Säbeltroddel an weißen Koppeln. (1. weiße, 2. rote, 3. blaue, 4. grüne Schieber an weißen Troddeln, Unteroffiziere blauweiße und für die Spielleute rote Troddeln) Zudem eine schwarze Patronentasche mit flammenden Granaten in den Ecken und dem Namenszug des Herzogs. Als Kopfbedeckung dienten hohe Grenadiermützen mit schwarzem Bärenfellüberzug und Lederschirm sowie weißem Beschlag und Schuppenketten. Auf der rechten Seite waren ein blau-weißes Pompon und ein blau-weißer Federbusch angebracht. Vorn war ein weißes Schild mit der Aufschrift Waterloo und einer Waffentrophäe sowie einem doppelten verschlungenen C mit einer Krone. Zur Uniform gehörte ein weißer Tornister und ein Grenadiergewehr mit langem Bajonett. Die Offiziere hatten dunkelblaue Fracks mit langen Schößen und silbernen Litzen. Die Hosen waren mit zwei breiten roten Streifen versehen. Dazu einen preußischen Degen. Die berittenen Offiziere trugen weiße Lederhosen und hohe Stulpenstiefel.

- Linien-Regiment: Preußische Uniformen wie die Garde-Grenadiere, jedoch ohne die Gardelitzen und mit einer anderen Kopfbedeckung. Diese bestand aus einem Filztschakot mit Lederbesatz und metallenen weißen Schuppenketten. Sie war mit einem weißen Stern versehen, der auf einem roten Schild das doppelte C als Namenszug des Herzogs Karl trug. Sie trugen weiterhin die englischen Gewehre und Bajonettscheiden am Koppel.
- Jäger- oder Leib-Bataillon: Trug wie bisher die schwarzen Uniformen, hinzu kam vermutlich zu dieser Zeit der Schriftzug „Peninsula“ unterhalb des Totenkopfes auf dem Tschakot. Die Mannschaftsdienstgrade erhielten einen Hirschfänger als Seitenwaffe, die Offiziere einen gebogenen Säbel mit einem Jägerhornsymbol. Als Schusswaffe trugen die Jäger eine gezogene hannoversche Jägerbüchse mit sieben Zügen.[22]

Uniformen 1848
- Mit einem Beschluss vom 29. September 1848 wurde festgelegt, dass die Uniformen nach preußischem Schnitt abgeschafft und durch die ursprünglichen schwarzen Uniformen des Regiments ersetzt werden sollten. Statt des 1815 eingesetzten Dolman wurde der Polrock wieder eingeführt. Abweichend zum Leib-Bataillon war die Farbe der Beinkleider, die jetzt grau anstatt schwarz waren. Die Offiziere erhielten einen grauen Paletot mit hellblauem Kragen und dazu weiße Handschuhe. Die Achselstücke waren silbern. Zudem wurden für die Offiziere schwarze Schabracken mit blauer Borte eingeführt.[23]

Totenkopfsymbol

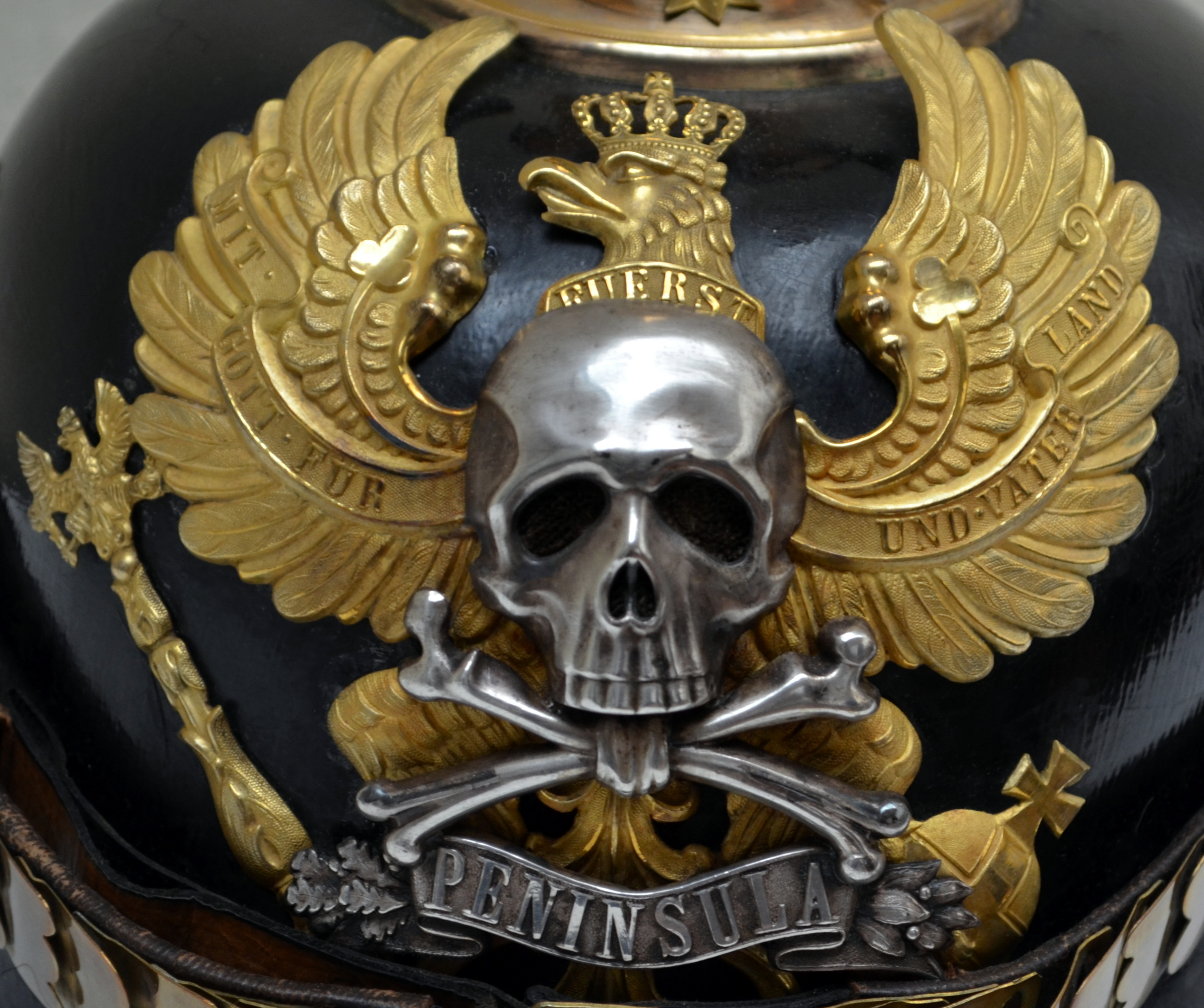
BLM:Detail der Pickelhaube Herzog Johann Albrechts

Den Totenkopf mit gekreuzten Knochen hatten die Braunschweiger Truppenteile nie alle durchgängig oder gemeinsam zur selben Zeit getragen. Das änderte sich bis 1912 nur schrittweise. Nachdem zuletzt allein das Leib-Bataillon das Totenkopfsymbol geführt hatte, erhielt am 17. September 1883 das Braunschweigische Husaren-Regiment Nr. 17, eingedenk der Tradition der Schwarzen Schar, die Erlaubnis zur „Wiederanbringung“ des Totenkopfes an der Pelzmütze.
Dem Füsilier-Bataillon, das nunmehr offiziell aufgrund einer Kabinettsverordnung vom 4. Januar 1889 die Bezeichnung III. (Leib-)Bataillon trug, erlaubte Kaiser Wilhelm II. die Weitertragung des Totenkopfes. Offiziell verkündete das Major Hans Bauer von Bauern am 30. März 1889, im Namen des Kaisers:

„Ich genehmige hiermit, daß das 3. (Leib-)Bataillon des Braunschweigischen Infanterie-Regiments Nr. 92 den Todtenkopf, unter dessen Wahrzeichen es in zahlreichen Schlachten siegreich gefochten hat, als eine Erinnerung an seine ruhmreiche Vergangenheit auch fernerhin führen darf.“

Per kaiserlicher Kabinettsorder vom 27. Januar 1912 erhielten auch die übrigen Bataillone den Totenkopf als Helmzier; der bisher getragene Stern entfiel (und konnte infolgedessen nicht mehr mit dem Gardestern an den Kopfbedeckungen der preußischen Gardeformationen verwechselt werden). Der Totenkopf war fortan auch an der Mütze (inkl. Krätzchen) zu tragen, zwischen Reichs- und Landeskokarde. Damit führten nun alle Braunschweiger Truppenteile den Totenkopf als Emblem.

## Ehrenmale und Erinnerungsfeiern
- In Erinnerung an die im Gefecht bei Ölper gefallenen Soldaten des neu errichteten Regiments im Jahr 1809 wurde am 15. Oktober 1843 ein Obelisk feierlich in Ölper eingeweiht.[25]
- Auf Anordnung des Herzogtums Braunschweig wurde zu Ehren des 75. Todestages des am 16. Juni 1815 in Quatre-Bras gefallenen Herzogs Friedrich Wilhelm auf dem ehemaligen Schlachtfeld in Belgien ein Denkmal errichtet und am 15. Juli 1890 durch eine Abordnung feierlich enthüllt. Hierbei waren unter anderem Friedrich Johann von Alvensleben, der deutsche Gesandte aus Brüssel, Generalleutnant Robert von Wachholtz als Vertreter des Herzogtums, sowie Burghard von Cramm-Burgdorf, der Herzogliche Gesandte aus Berlin, und für das Regiment die Kommandeure Oberst von Müller und von Pappenheim zugegen. Der Generalleutnant von Wachholtz hielt eine festliche Rede und Freiherr von Cramm legte einen Kranz am Monument nieder, der vom Prinzregenten Albrecht gespendet worden war. Oberst von Müller legte ebenfalls einen Kranz für den Stifter des Braunschweigischen Infanterie-Regiments Nr. 92 nieder. In Braunschweig fand zudem am 18. Juli eine weitere Ehrenfeier für die Gefallenen von 1815 statt.[26]
- Im Jahr 1895 wurden zudem Erinnerungsfeiern an die Schlachten von Vendôme und Chassillé abgehalten und am 16. Dezember dieses Jahres an besonders verdiente Mitglieder des Regiments Eiserne Kreuze sowie Orden Heinrichs des Löwen verliehen.[27]
- Am 19. November 1922 wurde auf dem Braunschweiger Hauptfriedhof ein Monument mit einem schlafenden Braunschweiger Löwen eingeweiht, das unter anderem die Inschrift „Im Weltkriege 1914–1918 starben den Heldentod 3 Regimentskommandeure, 143 Offiziere, 4668 Unteroffiziere und Mannschaften“ trägt und dem Infanterie-Regiment Nr. 92 gewidmet ist. Das Denkmal stammt von dem Bildhauer Jakob Hofmann. Ein weiteres Denkmal für das Regiment befindet sich am Rand des Ehrenfriedhofs. Es wurde 1914 von Herzog Ernst August gestiftete. Es trägt die Inschrift: „Hier ruhen Soldaten des Braunschweigischen I.R.92. Sie starben im großen Kriege für Fürst und Vaterland am 23. August 1914 den Heldentod.“ Es wurde ursprünglich 1915 bei Devant les Bois in Belgien errichtet und am 4. Mai 1958 nach Braunschweig überführt.[28]

| Vereinsname oder Vereinssitz | Gründungstag     | Zahl der Mitglieder 1909 |
| --- | ---------------- | ------------------------ |
| Vereinigung ehemaliger Offiziere [Kameraden] des Braunschweigischen Infanterie-Regiments Nr. 92 (Braunschweig) | 28. Januar 1891  | 369                      |
| Hamburg | 30. Juni 1896    | 081                      |
| Wolfenbüttel | 19. Juni 1897    | 185                      |
| Verein ehemaliger Kameraden Braunschweigischer Truppen zu Berlin (ab 1907) | 30. Oktober 1897 | 62 + 21 Husaren          |
| Hannover | 10. Oktober 1900 | 84                       |
| Elsass-Lothringische Vereinigung ehemaliger Angehöriger des Braunschweigischen Infanterie-Regiment Nr. 92 (Metz) | 19. März 1904    | 61                       |
| Peine | 23. Oktober 1904 | 52                       |
| Blankenburg | 16. Februar 1908 | 162                      |
| Halberstadt | 27. April 1908   | 33                       |
| Vereinigung ehemaliger Angehöriger Braunschweigischer Regimenter der Stadt Celle und Umgebung | 4. Juli 1908     | 18 + 13 Husaren          |
| Veröffentlichungen der Vereine |                  |                          |
| - Vereinigung ehemaliger Offiziere des Braunschweigischen Infanterie-Regiments Nr. 92. Braunschweig 1919, OCLC 833371313. - Nachrichtenblatt der Vereinigung ehemaliger Offiziere des Braunschweigischen Infanterie-Regiments 92. Appelhans, Braunschweig 1921–1924, OCLC 718905590. - Nachrichtenblatt der Kameraden des ehemaligen Braunschweigischen Infanterie-Regiments 92. Appelhans, Braunschweig 1924–1938, OCLC 649381943. |                  |                          |

## Literatur

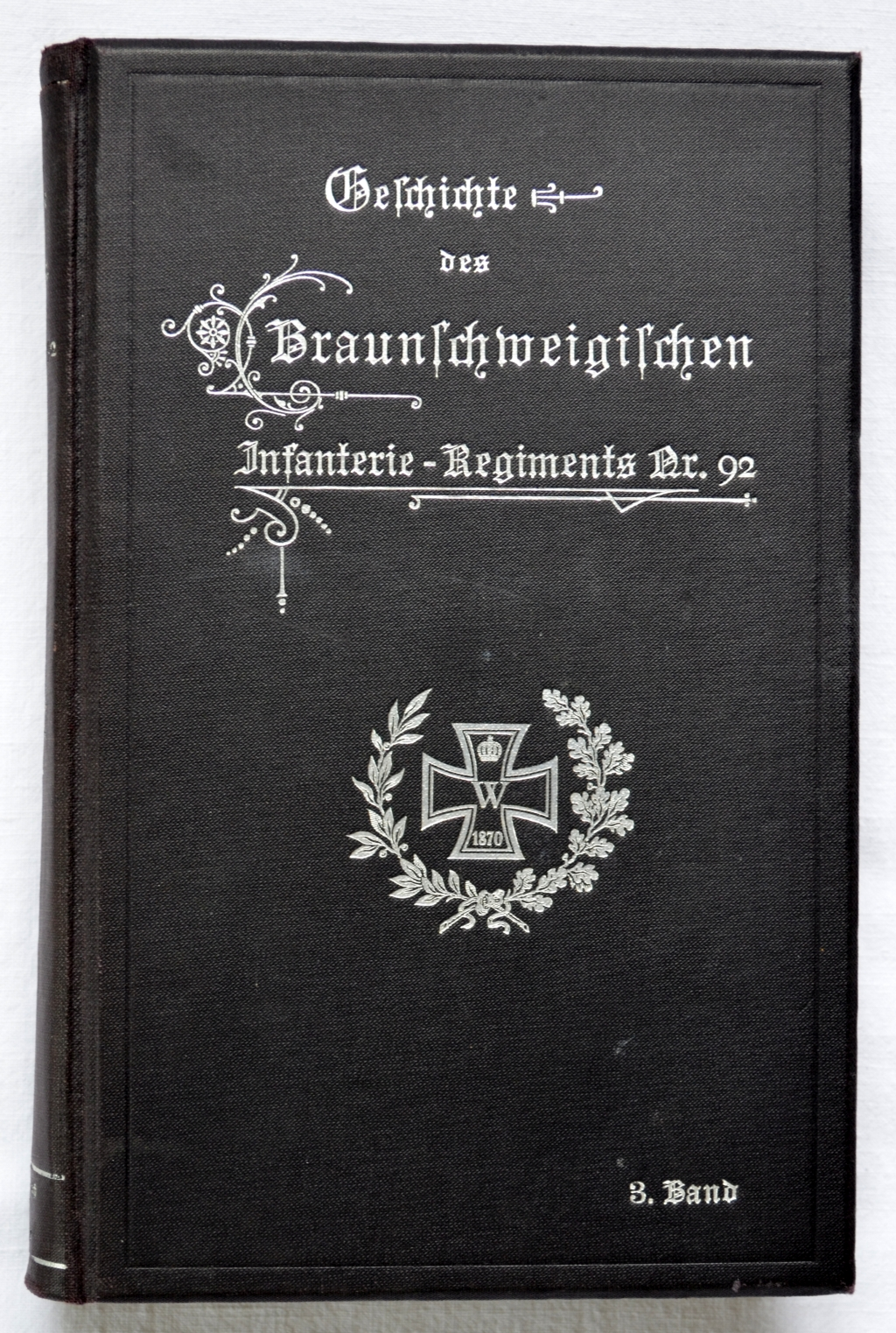
3. Band der Geschichte des Braunschweigischen Infanterie-Regiments Nr. 92 von 1902.